# Trevor Jimenez
Trevor Jimenez é um animador canadense. Como reconhecimento, foi nomeado ao Óscar 2019 na categoria de Melhor Animação em Curta-metragem por Weekends.